# Groupe Télécom Algérie
Le Groupe Télécom Algérie (en arabe : مجمع اتصالات الجزائر) est une entreprise publique algérienne de télécommunications créée en 2017.

## Historique
La création du Groupe Télécom Algérie est issue de la création de son actuelle filiale Algérie Télécom en 2000 suite à l’entrée en vigueur de la loi no 03/2000 du 5 août 2000 qui dispose la séparation complète des activités postales et de télécommunication des anciens services de PTT,.
En 2017, le gouvernement algérien, via le Conseil des participations de l’État (CPE), a décidé de créer d'une nouvelle entité appelée le Groupe Télécom Algérie (GTA),.

## Présentation
Le Groupe Télécom Algérie a pour mission de rationaliser l’ensemble des ressources techniques, humaines et financières du secteur de la télécommunication en Algérie et ce afin de répondre aux exigences de ses grands clients public, professionnels et institutionnels.
L'effectif est estimé à plus de 25 000 personnes sur tout le territoire.
Le Groupe Télécom Algérie regroupe six sociétés économiques publiques sous forme de filiales,.

## Principales filiales
- Algérie Télécom, fournisseur de téléphonie fixe, d’internet haut débit et de connexion sans fil.
- Algérie Télécom Mobile (Mobilis), opérateur mobile en Algérie.
- Algérie Télécom Satellite (ATS), entreprise spécialisée dans le développement et la promotion des télécommunications par satellite[11],[12].
- Algérie Télécom Europe (ATE), société qui gère le câble sous-marin « ORVAL/ARVAL » reliant les télécommunications algériennes et européennes[13] dont le siège est à Valence en Espagne[14]. Algérie Télécom Europe veille surtout à assurer la continuité de la communication vers l’Europe[15].
- COMINTAL, entreprise qui exploite et gère les excédents en fibre optique noire des réseaux optiques[16], dont l’objectif est de rendre l’accès à l’ensemble des services de télécommunications à moindre coût[17].
- SATICOM, entreprise spécialisée dans le domaine de la vidéocommunication ainsi que dans le développement d’applicatifs de supervision et de contrôle à distance[18]. L’une de ses principales solutions est la  gestion d’accueil utilisé au niveau de 1 000 bureaux de poste d’Algérie Poste, de 239 agences commerciales d’Algérie Télécom et de 177 agences commerciales d’ATM MOBILIS[19].

## Direction
- Ahmed Choudar (2018-2020)[20]
- Karim Bibi Triki (2020-2021)[21],[22]
- Khaled Zarat (septembre 2021)[23]